# Tsentralnyi Stadion (Vinnytsia)

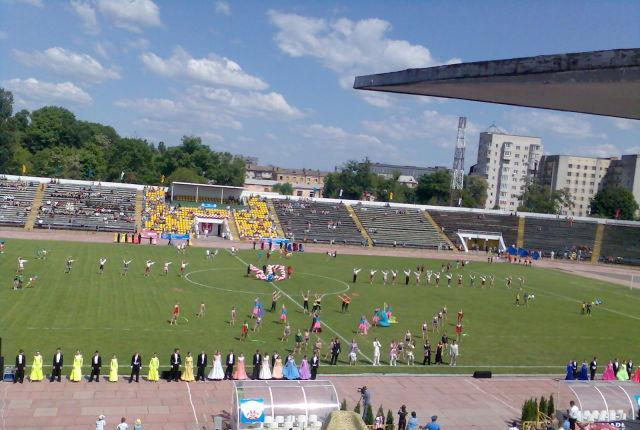

Le stade central municipal (en ukrainien : Центральний міський стадіон), anciennement appelé Stade Lokomotiv, est un stade de football situé à Vinnytsia, en Ukraine. Domicile du Nyva Vinnytsia, il peut accueillir 24 000 spectateurs.